# Łutynówko
Łutynówko (niem. Wenigsee) – osada w Polsce położona w województwie warmińsko-mazurskim, w powiecie olsztyńskim, w gminie Olsztynek. 
W latach 1975–1998 miejscowość należała administracyjnie do województwa olsztyńskiego.
Osada znajduje się przy drodze Olsztynek – Nadrowo, niedaleko jeziora Wenyk.

## Historia
Przed 1949 r. był to majątek ziemski, który po drugiej wojnie światowej przekształcono w PGR. W 1997 i 2005 roku w Łutynówku mieszkało 130 osób.   

## Zabytki
Dwór z końca XIX w. kryty dachem czterospadowym;  wejście w piętrowym ryzalicie ze szczytem krytym dachem dwuspadowym. Do korpusu przylega prostopadle parterowe skrzydło kryte dachem naczółkowym. W narożu piętrowa ośmioboczna wieżyczka zwieńczona hełmem. W otoczeniu starodrzew, do dworu prowadzi aleja wysadzana starymi kasztanowcami.